# Elisha Cuthbert
Elisha Cuthbert   (Calgary, 30 de novembre de 1982) Elisha Ann Cuthbert és una actriu canadenca. Va ser descoberta pel gran públic interpretant el paper de Kim Bauer, la filla de Jack Bauer i Teri Bauer a la sèrie de televisió americana 24 hores chrono.

## Biografia
Elisha va ser educada a Greenfield Park al Quebec, i amb 7 anys fou model de peus (sabateria) i per a roba de nens. Va estar a punt de succeir Alyssa Milano a Charmed, per un desacord entre aquesta última i el productor de la sèrie. Tanmateix, l'actriu no va cedir la seva plaça i Elisha començarà la seva carrera en petits papers que fins i tot ella qualificava de "transitoris". Té un germà i una germana més joves.

### Carrera
La seva primera aparició televisada té lloc al final dels anys 1990 en el 63è episodi de la sèrie Are You Afraid of the Dark?!, on surt regularment llavors. El 1997, obté el seu primer paper en el cinema, amb el drama Dancing on the Moon, i el 1998, actua aigualment a la pel·lícula Airspeed i coanima l'emissió per a nens Popular Mechanics For Kids amb - entre d'altres - Jay Baruchel, a la televisió canadenca. Hi oficia en tant que «corresponsal internacional» i recorre en aquesta ocasió el món sencer (incloent-hi la Casa Blanca on és convidada per Hillary Clinton).
De tornada al Quebec, diplomada per la Centennial Regional High School, hom la troba en algunes pel·lícules i programes locals (entre els quals Largo Winch (TV), abans que marxi a provar sort a Los Angeles, el 1999, als 17 anys. As a child, she participated in Girl Guide programs as a member of Girl Guides of Canada.
L'any 2000, Cuthbert va coprotagonitzar Believe, una pel·lícula canadenca amb Ricky Mabe. L'any següent va protagonitzar la pel·lícula de televisió canadenca, Lucky Girl, i va ser guardonada amb un Premi Gemini per la seva actuació.
Després d'haver fet durant sis mesos alguns petits papers en pel·lícules fora dels Estats Units, Elisha té el primer gran paper de la seva carrera, el de Kim Bauer, a la sèrie 24. L'èxit internacional de la sèrie li obre les portes del cinema.

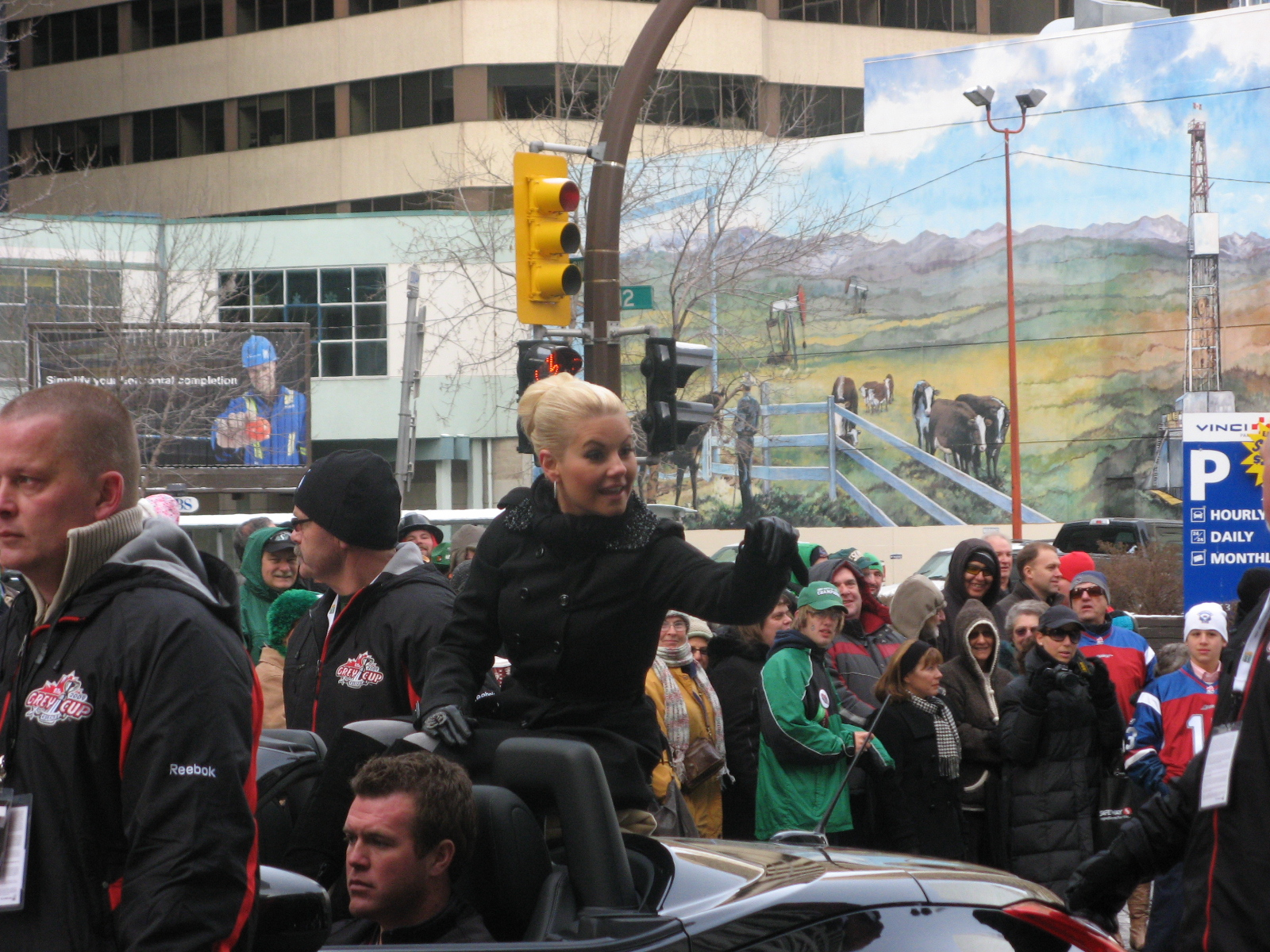
Cuthbert a la Grey Cup 2009

Després d'un molt petit paper en la comèdia romàntica Love Actually i a la pel·lícula Old School, encarna una estrella del cinema pornogràfic a The Girl Next Door al Canadà el 2004. Ella va interpretar a una ex-estrella del porno, Danielle, al costat d'Emile Hirsch. Tenia reserves sobre acceptar el paper, però el director Luke Greenfield la va persuadir d'acceptar-lo. Cuthbert va fer recerca per a la pel·lícula parlant amb actrius per a adults de Wicked Pictures i Vivid Entertainment. The film was compared to Risky Business,
Després és empaitada per un perillós psicòpata a House of Wax, al costat de Paris Hilton i Jared Padalecki. Participa en el videojoc de la sèrie 24 posant la seva veu al seu personatge a 24: The Game. S'allunya, no obstant això, de la sèrie, per separar-se del seu personatge de Kim Bauer. És així absent a la quarta temporada, i es limita a dos episodis de la cinquena. Treballa, d'altra banda, a la pel·lícula independent The Quiet que coprodueix, i apareix als clips Perfect Situation de Weezer (començaments de 2006) i Nothing In This World de Paris Hilton.
El 2007, és l'heroïna del thriller Captivity de Roland Joffé A He Was a Quiet Man, Cuthbert va interpretar a Vanessa, una tetraplègica; va protagonitzar la pel·lícula juntament amb Christian Slater. La pel·lícula es va estrenar de forma limitada el 2007 i es va llançar en DVD a principis del 2008. The critic Peter Bradshaw in his review for The Guardian praised Cuthbert's performance, writing that she "is very good".  El  2008 és protagonista del remake de la comèdia romàntica My Sassy Girl.
La seva següent pel·lícula va ser la comèdia familiar The Six Wives of Henry Lefay, amb Tim Allen, en la qual interpretava la seva filla. Va protagonitzar la minisèrie canadenca Guns. Va ser jutge a la segona temporada, episodi dos de Project Runway Canada. El repte per als dissenyadors era crear-li un "vestit de festa".
Cuthbert va reprendre el seu personatge Kim Bauer a la setena temporada de 24 durant cinc episodis. Havia de protagonitzar el pilot del drama de la CBS Ny-Lon, interpretant una professora d'alfabetització de Nova York i dependent d'una botiga de discos que inicia un romanç transatlàntic amb un corredor de borsa de Londres. El projecte, basat en una sèrie britànica protagonitzada per Rashida Jones i Stephen Moyer, va ser cancel·lat
El desembre de 2009, ABC va anunciar que Cuthbert s'havia unit al repartiment de The Forgotten en un paper recurrent com a Maxine Denver, una professional de Chicago. S'esperava que Cuthbert interpretés el paper de Trixie en la pel·lícula d'esports d'acció i comèdia Speed Racer (2008), però finalment es va triar a Christina Ricci.

### 2010-2019
Des d'abril de 2011 fins a maig de 2013, Cuthbert va protagonitzar el paper d'Alex Kerkovich durant tres temporades a la comèdia coral d'ABC Happy Endings al costat d'Eliza Coupe, Zachary Knighton, Adam Pally, Damon Wayans Jr. i Casey Wilson. Malgrat l'aclamació de la crítica i tenir un seguiment de culte, la sèrie va ser cancel·lada per ABC després de la conclusió de la seva tercera temporada el 3 de maig de 2013. Cuthbert va ser nominada al premi de la Online Film & Television Association el 2012 i 2013 en la categoria de "Millor repartiment en una sèrie de comèdia" i als TV Guide Awards pel premi d'actriu de repartiment. La sèrie també va ser nominada a 28 premis més, inclosos els Satellite Awards a la millor sèrie de televisió de comèdia o musical. L'actuació de Cuthbert va rebre crítiques positives. El 2013, va ser considerada una candidata prometedora per a un Premi Emmy en la categoria de Emmy a la millor actriu secundària en una sèrie de comèdia tot i que finalment no va ser nominada.
El 2012, Cuthbert va ser presentadora dels American Music Awards. L'octubre de 2012, va aparèixer al videoclip de The Gaslight Anthem "Here Comes My Man", interpretant la nòvia d'un home que la maltracta fins que ella imagina una relació romàntica amb un personatge d'una pel·lícula i decideix posar fi a la seva relació real.
El 2013, va aparèixer a la portada de la revista Maxim, que la va nomenar la Dona Més Maca de la Televisió.
El febrer de 2014, Cuthbert va signar per interpretar el paper principal femení al pilot de la sitcom de la NBC One Big Happy, de Liz Feldman i Ellen DeGeneres. Cuthbert va interpretar a Lizzy, una lesbiana que es queda embarassada just quan el seu millor amic heterosexual, Luke (interpretat per Nick Zano), coneix i es casa amb l'amor de la seva vida, Prudence. Es van encarregar sis episodis de la sèrie el 9 de maig de 2014, i va debutar a mitja temporada a principis de 2015. La sèrie va ser cancel·lada després d'una temporada.
El 2015, Cuthbert es va unir a Seann William Scott en una seqüela de la comèdia de 2011 Goon. Goon: Last of the Enforcers va començar la producció al juny a Toronto. Liev Schreiber i Alison Pill van reprendre els seus papers de la primera pel·lícula.
El 2016, Cuthbert es va unir al repartiment de The Ranch, una sèrie de comèdia de Netflix.

### 2020 - Actualitat
El 2020, va protagonitzar la pel·lícula Eat Wheaties!.
Va protagonitzar la pel·lícula de terror The Cellar Bandit i la comèdia Friday Afternoon in the Universe. Per la seva actuació a la sèrie de comèdia Jann (2020), va ser nominada als Canadian Screen Awards a la millor actuació convidada.

## Vida personal
Cuthbert té dos germans més petits i li agrada pintar. També és una fan de l'hoquei sobre gel. El 2005, va mantenir un bloc al lloc web de la NHL, tot i que no hi va publicar durant la major part de la temporada.

## Matrimoni
Cuthbert i el jugador d'hoquei sobre gel Dion Phaneuf, aleshores el capità dels Toronto Maple Leafs, van anunciar el seu compromís el setembre de 2012 i es van casar el 6 de juliol de 2013 a l'església catòlica de St. James a Summerfield, Illa del Príncep Eduard. Viuen a Ottawa durant la temporada d'hoquei sobre gel, i Cuthbert i Phaneuf passen els estius a la seva propietat davant el mar als afores de New London, Illa del Príncep Eduard, la província natal dels seus pares La parella té dos fills, una filla nascuda el 2017 i un fill el 2022.

## Filmografia

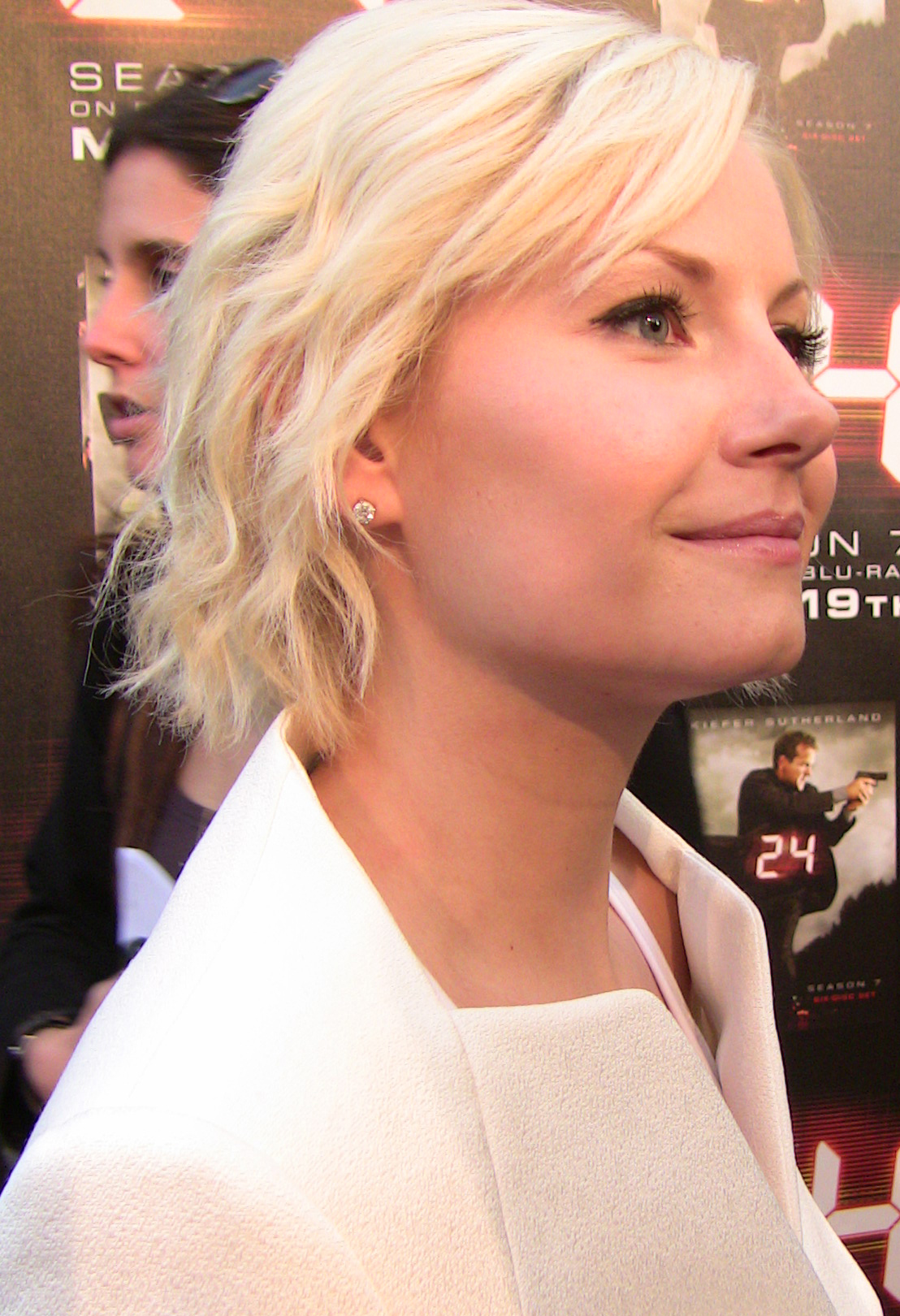
Elisha Cuthbert al 2009

### Cinema
| Any  | pel·lícula                                     | Rol                         | Notes                |
| ---- | ---------------------------------------------- | --------------------------- | -------------------- |
| 1997 | Dancing on the Moon                            | Sarah                       |                      |
| 1998 | Nico, l'unicorn (Nico the Unicorn)             | Carolyn Price               |                      |
| 1998 | Pánic als aires                                | Nicole Stone                |                      |
| 1999 | Viatjar en el temps                            | Susan Shawson               |                      |
| 1999 | Who Gets the House?                            | Emily Reece                 |                      |
| 2000 | House: L'esglai ha regressat                   | Katherine Winslowe          |                      |
| 2000 | Un cibernauta a la Casa Blanca                 | Madison Osgood              |                      |
| 2001 | Una xica amb fortuna                           | Katlin Palmerson            |                      |
| 2003 | Love Actually                                  | Diosa americana, Carol-Anne |                      |
| 2003 | Aquelles festes universitàries                 | Darcie Goldberg             |                      |
| 2004 | The Girl Next Door                             | Danielle                    |                      |
| 2005 | La casa de cera                                | Carly Jones                 |                      |
| 2005 | The Quiet                                      | Nina Deer                   |                      |
| 2007 | Cautius                                        | Jennifer Tree               |                      |
| 2007 | Ell era un home reservat                       | Vanessa                     |                      |
| 2008 | My Sassy Girl                                  | Jordan Roark                |                      |
| 2009 | The Six Wives of Henry LeFay                   | TBA                         | Post-producció       |
| 2010 | Cat Tale Arxivat 2009-01-19 a Wayback Machine. | Cleo (voz)                  | En fase de producció |

### Televisió
| Any         | Programa                       | Descripció                  | Rol                                                |
| ----------- | ------------------------------ | --------------------------- | -------------------------------------------------- |
| 1997 - 2000 | Mecánica popular per a xiquets | Popular Mechanics for Kids  | Elisha                                             |
| 1999 - 2000 | El club de la mitjanit         | Are You Afraid of the Dark? | Megan                                              |
| 2004        | MADtv                          | Mad TV                      | Com ella mateixa i com Kim Bauer (parodia de "24") |
| 2001 - 2009 | 24                             | 24                          | Kim Bauer                                          |
| 2008        | Guns (Mini-Serie)              | Guns (Mini-Serie)           | Francis Dett                                       |
| 2009        | Ny-Lon (Serie)                 | Ny-Lon (Serie)              | Edie                                               |
| 2010        | The Forgotten (Serie)          | The Forgotten (Serie)       | Maxine Denver                                      |